# Cooking Mama 3
Cooking Mama 3 (クッキングママ3 ) est un jeu vidéo de simulation développé par Cooking Mama Limited et édité par Taito, sorti en 2009 sur Nintendo DS.

## Accueil
- Jeuxvideo.com : 13/20[1]